# DeVante Parker (fútbol americano)
DeVante Parker (Louisville, Kentucky, 20 de enero de 1993) es un jugador profesional estadounidense de fútbol americano que se desempeña en la posición de wide receiver en New England Patriots, equipo de la National Football League (NFL).

## Carrera
Fue seleccionado en la primera ronda en la Reunión Anual de Selección de Jugadores de la NFL de 2015. Hizo su debut profesional con el equipo Miami Dolphins, en el cual jugó siete temporadas (2015-2022), luego pasó a New England Patriots, donde lleva jugando dos temporadas.